# 根来秀行
根来 秀行（ねごろ ひでゆき、1967年 - ）は、日本の医師・医学者。博士（医学）（東京大学・2000年）。専門は内科学（腎臓、高血圧、循環器、糖尿病、内分泌）、睡眠医学、prostaglandin, G蛋白、免疫、抗加齢医学、美容内科、長寿遺伝子、時計遺伝子、遺伝子治療。

## 人物
東京都出身。
ソルボンヌ大学医学部客員教授、ハーバード大学医学部レクチャラー・オン・メディシン（パートタイム）、杏林大学医学部客員教授、奈良県立医科大学医学部客員教授、事業構想大学院大学理事・教授。東京大学医学部第二内科・腎臓内分泌内科・保健センター講師、ブリュッセル自由大学医学部客員教授、ミラノ大学客員教授、東京医科歯科大学医学部臨床教授などを歴任。日本内科学会専門医。産業医。東京海上顧問。電通顧問。日本抗加齢医学会評議員。米国抗加齢医学会日本学術顧問。臨床ゲノム医療学会理事。

## 所属学会
日本内科学会、日本腎臓病学会、日本透析医学会、日本抗加齢医学会、臨床ゲノム医療学会、American Academy of Anti-Aging Medicine, American Academy of Sleep Medicine, Sleep Research Societyなど。

## 主な著書・論文
- 身体革命ー世界最先端のアンチエイジングの法則（角川SSC）
- 眠っているうちに病気にならない体をつくる本（角川SSC)
- 老けない、太らない、病気にならない24時間の過ごし方（幻冬舎）
- 長生きの健康常識はウソばかりー最高のアンチエイジング入門（エクスナレッジ）
- 健康は「時間」で決まる（かんき出版）
- 成功する人はなぜ23時に眠るのか（宣伝会議）
- 血管を「ゆるめる」と病気にならない（青春出版社）
- ホルモンを活かせば、一生老化しない（PHP研究所）
- 「毛細血管」は増やすが勝ち！（集英社）
- 毛細血管が寿命をのばす（青春出版社）
- まいにち若返る人の習慣（日本文芸社）
- 見えない病の治し方（清流出版）
- 超呼吸法 (KADOKAWA)
- 勝てるメンタル（KADOKAWA)
- 名医が教える！強い血管のつくり方（ナツメ社）
- 顔層筋メソッド：監修（角川SSC）
- バレトン・メソッド：監修（角川SSC）
- 深層筋メソッド：監修（角川SSC）
- 若返り睡眠法（角川マーケティング）
- 顔層筋DVDマスターブック：監修（角川マガジンズ）
- 血流が良くなる！毛細血管が増える！体中若返る！（日本文芸社）
- 毛細血管を増やして老けない、病気にならない体をつくる（扶桑社）
- 毛細血管をきたえる本（宝島社）
- 毛細血管を増やして血流力をつける！（マガジンハウス）
- 血小板と生理活性脂質（金芳堂）
- Dr.根来&ヴィージェイの明快バイオケミストリー (NTS)
- Prostaglandin D(2) Synthase-A Multitude of Biological Functions. Hideyuki Negoro.Research Signpost.
- Endogenous prostaglandin D(2) synthesis decreases vascular cell adhesion molecule-1 expression in human umbilical vein endothelial cells. Hideyuki Negoro.Life Sciences, Nov 19, 2005.
- Gα12 Stimulates Apoptosis in Epithelial Cells through JNK1-mediated Bcl-2 Degradation and Up-regulation of IκBα. Hideyuki Negoro.J. Biol. Chem., August 17, 2007.
- Galpha12 regulates protein interactions within the MDCK cell tight junction and inhibits tight-junction assembly. Hideyuki Negoro.J. Cell. Sci., Mar 15, 2008.
- Heterotrimeric G proteins and apoptosis: intersecting signaling pathways leading to context dependent phenotypes. Hideyuki Negoro.Curr Mol Med., Jun, 2009.
- Polycystin-1 protein level determines activity of the Galpha12/JNK apoptosis pathway.Hideyuki Negoro.J. Biol. Chem., April 2, 2010.
- Gα12 activation in podocytes leads to cumulative changes in glomerular collagen expression, proteinuria and glomerulosclerosis.Hideyuki Negoro.Lab Invest. May, 2012 .
- H2O2 activates G protein, α 12 to disrupt the junctional complex and enhance ischemia reperfusion injury. Hideyuki Negoro.Proc Natl Acad Sci U S A., Apr, 2012.

## 経歴
- 1993年 医師免許取得。東京大学医学部附属病院研修医。
- 1994年 - 1996年 日本赤十字社医療センター内科医師
- 1996年 東京大学大学院医学系研究科内科学専攻入学。東京大学医学部附属病院第二内科医師。
- 2000年 東京大学大学院医学系研究科内科学専攻修了。博士号取得。
- 2001年 東京大学医学部第二内科・保健センター非常勤講師
- 2004年 東京大学医学部第二内科・腎臓内分泌内科・保健センター講師・東京大学大学院新領域創成科学科講師
- 2006年 ハーバード大学医学部内科客員准教授
- 2008年 ブリュッセル自由大学医学部内科客員教授兼任。
- 2009年 東京医科歯科大学医学部臨床教授兼任、ミラノ大学客員教授兼任。
- 2009年 ハーバード大学医学部客員教授に昇任。
- 2011年 事業構想大学院大学創立。
- 2012年 パリ大学医学部内科客員教授、事業構想大学院大学理事・教授兼任。